# Пам'ятник Григорію Сковороді (Яготин)
Пам'ятник Григорію Сковороді — пам'ятник українському філософу та поету в місті Яготин Бориспільського району на Київщині, розташований на території Картинної галереї КЗ КОР «Яготинський історичний музей». Відкритий 23 жовтня 2020 року. Автор монумента — художник Микола Малинка.

## Історія спорудження
Пам'ятник Григорію Сковороді урочисто відкрито в місті Яготин Бориспільського району на Київщині 23 жовтня 2020 року. Скульптура знаходиться на території Картинної галереї комунального закладу Київської обласної ради «Яготинський історичний музей».